# Nouvelle Star
Nouvelle Star är en fransk version av det populära tv-programmet Idol.
Programmet leddes av Benjamin Castaldi i tre säsonger (2003-2005) samt 13 avsnitt av säsong 4 (2006). Virginie Efira ledde programmet resten av säsong 4 samt säsong 5 och 6 (2007-2008). Säsong 7 och 8 leddes av Virginie Guilhaume.

## Vinnare
- 2003 (Säsong 1): Jonatan Cerrada
- 2004 (Säsong 2): Steeve Estatof
- 2005 (Säsong 3): Myriam Abel
- 2006 (Säsong 4): Christophe Willem
- 2007 (Säsong 5): Julien Doré
- 2008 (Säsong 6): Amandine Bourgeois
- 2009 (Säsong 7): Soan Faya
- 2010 (Säsong 8): Luce Brunet